# Samsung SDI
Samsung SDI Co., Ltd. ist ein südkoreanischer Hersteller von Bildschirmen, Batterien und Akkumulatoren. Das Unternehmen wurde am 20. Februar 1970 als Samsung-NEC Co Ltd. gegründet und gehört zur Samsung Group. CEO ist Nam Seong Cho.
Samsung SDI übernahm Anfang 2014 das ebenfalls zur Samsung-Gruppe gehörende Unternehmen Cheil Industries. Dieser Schritt sollte einerseits neue Wachstumsimpulse generieren. Zum anderen wird er als Vorbereitung für den Generationswechsels des Lee-Clans angesehen. Laut einer Recherche von Navigant Research gehört Samsung SDI neben LG Chem und Panasonic zu den drei führenden Akkuherstellern für Elektroautos, bezogen auf Strategie und Umsetzung. Samsung SDI will das Segment stark ausbauen und hat entsprechende Investitionspläne bekanntgegeben. Gleichzeitig will das Unternehmen aus der Brennstoffzellenforschung aussteigen.

## Geschichte
Kurzbeschreibung der Geschichte:

### 1970er
1970 wurde das Unternehmen Samsung-NEC Co Ltd. gegründet. Das Unternehmen produzierte vor allem Vakuumröhren und Schwarzweißbraunröhren für Fernseher.

### 1980er
1985 wurde das Unternehmen in Samsung Electronic Tube Inc. umbenannt. Ein Jahr später entwickelte das Unternehmen Koreas erstes LCD.

### 1990er
In den 1990er Jahren expandierte das Unternehmen international: Malaysia, Deutschland, Brasilien, Hongkong, China, Mexiko. 1999 entwickelte es Industrielithiumionenakku mit höchster Kapazität (1800 mAh). Im selben Jahr folgte die Umbenennung des Unternehmens in Samsung SDI Co., Ltd.
Die Buchstabenfolge SDI steht dabei für: S für Samsung; D für Display und Digital; und I für Interface und Internet Component.

### 2000er
Das Unternehmen entwickelte Innovationen im Bereich der Displaytechnologie und Akkutechnik.

### 2010 bis heute
- 2012 erwarb Samsung SDI alle SBL-Anteile von Bosch.
- 2014 erfolgte die Fusion zwischen Samsung SDI und Cheil Industries inc. zur Samsung SDI Chemicals and Electronic Materials. Nach der Fusion wurde das davon unabhängige Samsung-Unternehmen Everland in Cheil Industries umbenannt und 2015 in die Samsung C&T eingebracht.
- 2015 akquirierte Samsung SDI das Akkupack-Geschäft von Magna Steyr Battery Systems in Zettling bei Graz in Österreich. Im selben Jahr errichtete das Unternehmen eine Akkufabrik für Elektroautos in Xi’an (China). Das ehemalige Bildschirmwerk in Göd (Ungarn) wird ebenfalls für Traktionsbatterien umgerüstet.
- 2016 rief Samsung nach Akkubränden Galaxy Note 7-Smartphones zurück, wobei die Zellen von SDI und ATL stammten;[8] dies betraf bei der ersten Rückrufaktion 2,5 Millionen Geräte. Der Kurs der Samsung Aktie rutschte am Tag der Rückrufmeldung in Asien um 4,8 Prozent ab.[9] Die Kosten für den Rückruf betrugen etwa fünf Milliarden Euro. Zur Risikominderung setzte Samsung unter anderem Sony-Akkus ein.[10]

## Geschäftsbereiche
Auflistung der Bereiche auf:

### Kleine Lithiumionenakkus
Dazu zählen Lithiumionenakkus für Laptops, Tablets, Smartphones, Powerbanks, schnurlose elektrische Gartengeräte, Handwerkzeuge, Staubsauger, Elektrofahrräder, E-Scooter und Starter in Autos und Motorrädern. Samsung SDI ist laut japanischem Marktforschungsunternehmen B3 mit einem Marktanteil von 27 % der Weltmarktführer bei Lithium-Ionen-Akkus für E-Bikes. Die meisten E-Bikes werden in China (90%-Weltmarktanteil) verkauft. In den Akkupacks werden üblicherweise zylindrische 18650er Zellen (18 mm Durchmesser, 65 mm Länge) verwendet. Samsung SDI stellte auf der Eurobike 2015 in Friedrichshafen Lithium-Ionen-Akkus mit 21700er Zellen vor.

### Traktionsakkus für Autos
Nach der Auflösung von SB LiMotive, einem Joint Venture mit Bosch, fertigt Samsung SDI allein großformatige Lithium-Ionen-Akkumulatoren für Traktionsbatterien von Elektroautos. Sie werden beispielsweise im BMW i3 (60 und 94 Ah) und Fiat 500e eingesetzt. Samsung SDI hat bereits Produktionsstätten in Südkorea und China (Xi’an). Die ehemalige Plasmabildschirm-Fabrik in Ungarn (Göd) soll ab Frühjahr 2018 pro Jahr Traktionsbatterien für bis zu 50.000 Elektroautos bauen können.
Im Vergleich zum Wettbewerber LG Chem hat Samsung SDI in dem Segment relativ wenige Kunden. Dementsprechend ist auch der Marktanteil der Traktionsakkus für Kraftfahrzeuge. Die Spekulation der Presse, dass Samsung SDI neben Panasonic zum Hauptlieferant für den Tesla Model 3 werden könnte, erwies sich als falsch. Elon Musk twitterte im Juni 2016, dass diese Aussage unwahr sei, aber Samsung SDIs Akkus für Teslas Solarspeicher in Frage kämen.

### Energiespeichersysteme (ESS)
Samsung SDI baut ESS für unterschiedliche Anforderungen. Beginnend bei unterbrechungsfreier Stromversorgung von Servern über Energiespeicherung aus erneuerbaren Energie für Stromversorgung in Haushalten bis hin zu großen ESS in Containermaßstab für die Regulierung von Stromschwankungen im Netz.

### Elektronikkomponenten
Samsung SDI stellt spezielle Materialien her, die für die Herstellung von Chips, LCD, OLED und Solarzellen notwendig sind.

## SDI Germany
Samsung SDI Germany wurde 1993 gegründet, nachdem der Konzern die WF-GmbH (Werk für Fernsehelektronik des vormaligen RFT-Betriebs in Berlin-Oberschöneweide) übernommen hatte. Es wurden Fernsehbildschirme produziert. Zum Jahresende 2005 wurden direkt nach dem Auslaufen von Fördermitteln 710 der 800 Mitarbeiter des Werkes entlassen. Die IG Metall warf dem Unternehmen vor, in Ungarn (Göd) ein neues Werk mit den Gewinnen des Berliner Werkes aufgebaut zu haben. Gesprächsangebote von Berliner Senat und Bundesregierung wurden abgelehnt. Die verbliebenen 90 Mitarbeiter arbeiten in Service und Forschung. Die restlichen Mitarbeiter wechselten teilweise in eine Transfergesellschaft.

## Belege
1. ↑  CEO Message
2. 1 2  Sustainability Report 2015
3. ↑  Yonhap News vom 31. März 2014
4. ↑  LG Chem, Panasonic, and Samsung SDI Score Highest in Assessment of Lithium Ion Battery Manufacturers, According to Navigant Research. Business Wire, 3. Dezember 2015, abgerufen am 20. Mai 2016.
5. ↑  Gabriel Pankow: Samsung SDI zieht sich aus Brennstoffzellen-Fertigung zurück. Automobil Produktion, 9. Juni 2016, abgerufen am 9. Juni 2016.
6. ↑  Unternehmensgeschichte. Samsung SDI, abgerufen am 3. Mai 2022.
7. ↑  SAMSUNG SDI to Announce Its Vision and Goals
8. ↑  ct 23/2016 S. 16 , Der Smartphone-GAU, abgerufen am 8. Oktober 2020.
9. ↑  test.de vom 19. Oktober 2016, Samsung ruft alle Geräte zurück – Verbot auf Flügen, abgerufen am 7. Oktober 2020.
10. ↑  cnet.de vom 18. Februar 2017, Samsung holt Sony als Akku-Zulieferer an Bord, abgerufen am 7. Oktober 2020.
11. ↑  Business division organization. Abgerufen am 3. Mai 2022.
12. ↑  Cho Jin-young: Samsung SDI Ranks First in Global Electric Bike Battery Market. Business Korea, 13. Mai 2016, abgerufen am 8. Juni 2016 (englisch).
13. ↑  James Ayre: Electric Bike With 100-Kilometer Battery From Samsung SDI. CleanTechnica, 31. August 2015, abgerufen am 8. Juni 2016 (englisch).
14. ↑  Batteriezukunft.de, September 2013: Batterie-Recycling: Akkus des BMW i3 sollen im Second-Life Stromnetz entlasten, aufgerufen am 2. Oktober 2013
15. ↑  Samsung SDI Completes EV Battery Plant Construction in Hungary. In: samsungsdi.com. 30. Mai 2017, abgerufen am 21. Februar 2020 (englisch).
16. ↑  Seo Ji-eun: Tesla, Samsung SDI said close to battery deal. Korea Jungang Daily, 8. Juni 2016, abgerufen am 8. Juni 2016 (englisch).
17. ↑  Gabriel Pankow: Tesla-Musk: Keine Kooperation mit Samsung SDI. Automobil Produktion, 9. Juni 2016, abgerufen am 9. Juni 2016.
18. ↑  Pressemitteilung des Berliner Senats und der IG Metall (Memento vom 3. Juni 2008 im Internet Archive), in: BerlinNews vom 24. Januar 2006
19. ↑  Die Welt: Samsung schließt sein Bildröhrenwerk für Fernsehgeräte in Berlin, 22. September 2005
20. ↑  Die Welt: Sozialplan für Mitarbeiter des Samsung-Werks steht, 31. Dezember 2005